# Cataclysme festivata
Cataclysme festivata là một loài bướm đêm trong họ Geometridae.